# 大神宮下站
大神宮下站（日语：／ Daijingūshita eki */?）是位於日本千葉縣船橋市宮本，屬於京成電鐵本線的鐵路車站。車站編號是KS23。

## 年表
- 1921年（大正10年）7月17日 - 車站啟用。
- 2004年（平成16年）11月27日 - 上行月台高架化[2]。
- 2006年（平成18年）11月25日 - 下行月台高架化[3]。

## 車站構造
本站為相對式月台2面2線高架車站。月台有效長度為8輛編組。階梯附近與月台設有京三製作所製的LED式列車資訊顯示器，內容與京成船橋站及京成大和田站相同。
過去地面月台時代與現在一樣是相對式月台2面2線構造，但在高架化工程期間另建了島式1面2線臨時月台。當時的月台有效長度僅6輛編組。
晚上十點後沒有站員，乘客可透過呼叫鈴請求站員協助。
| 月台 | 路線     | 方向 | 目的地                                     |
| ---- | -------- | ---- | ------------------------------------------ |
| 1    | 京成本線 | 上行 | 日暮里、上野、押上、 淺草線、 京急本線方向 |
| 2    | 京成本線 | 下行 | 津田沼、千葉、成田機場、 新京成線方向      |

## 使用情況
2016年平均每天上下車人次有4,621人，是京成線內69個車站當中排行第56位。
近年一日平均上車人次推移如下表。
| 年度               | 1日平均 上下車人次 | 1日平均 上車人次 |
| ------------------ | ------------------ | ---------------- |
| 1998年（平成10年） |                    | 1,814            |
| 1999年（平成11年） |                    | 1,736            |
| 2000年（平成12年） |                    | 1,641            |
| 2001年（平成13年） |                    | 1,574            |
| 2002年（平成14年） |                    | 1,546            |
| 2003年（平成15年） | 3,169              | 1,566            |
| 2004年（平成16年） | 3,269              | 1,635            |
| 2005年（平成17年） | 3,380              | 1,701            |
| 2006年（平成18年） | 3,566              | 1,787            |
| 2007年（平成19年） | 3,643              | 1,843            |
| 2008年（平成20年） | 3,829              | 1,944            |
| 2009年（平成21年） | 3,916              | 1,994            |
| 2010年（平成22年） | 4,021              | 2,048            |
| 2011年（平成23年） | 3,852              | 1,957            |
| 2012年（平成24年） | 3,960              | 2,022            |
| 2013年（平成25年） | 4,190              | 2,140            |
| 2014年（平成26年） | 4,310              | 2,190            |
| 2015年（平成27年） | 4,537              |                  |
| 2016年（平成28年） | 4,621              |                  |

## 車站周邊
- 意富比神社（日语：意富比神社）（船橋大神宮）
- 船橋宮本郵便局

## 巴士路線
| 乘車處         | 系統 | 主要行經地                 | 目的地     | 運行公司     | 備註   |
| -------------- | ---- | -------------------------- | ---------- | ------------ | ------ |
| 大神宮下站前通 | 船72 | 船橋競馬場站、LaLaport東口 | 南船橋站   | 京成巴士系統 | 僅傍晚 |
| 大神宮下站前通 | 船72 |                            | 京成船橋站 | 京成巴士系統 | 僅早晨 |

## 圖片

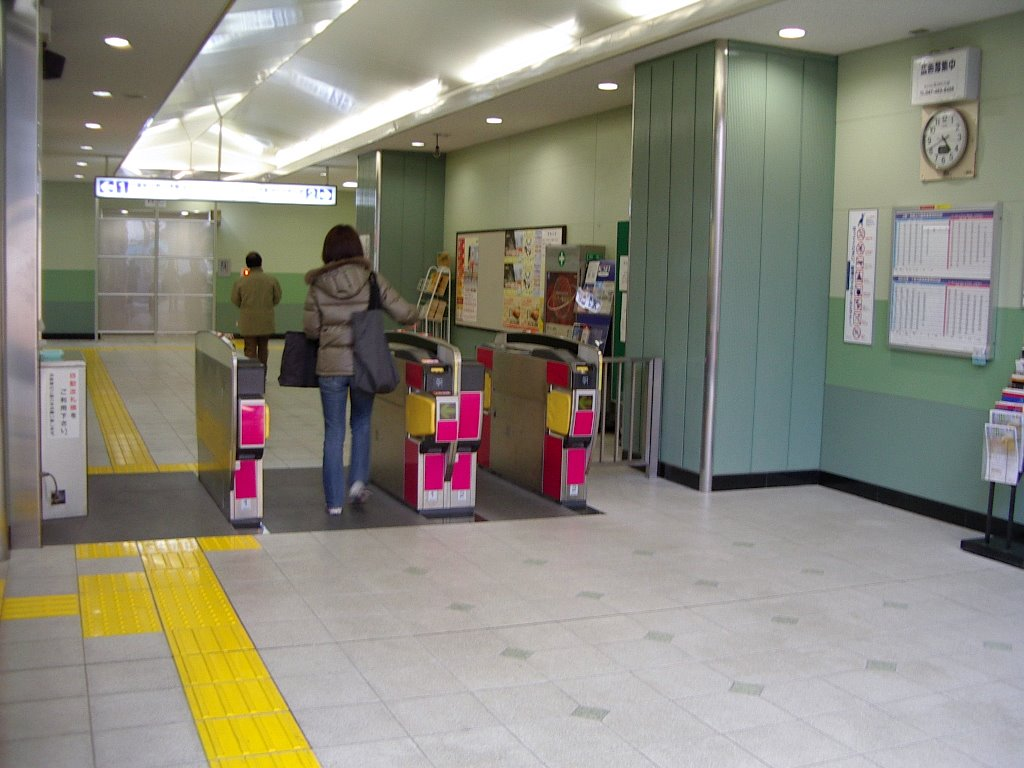
剪票口（2007年2月）
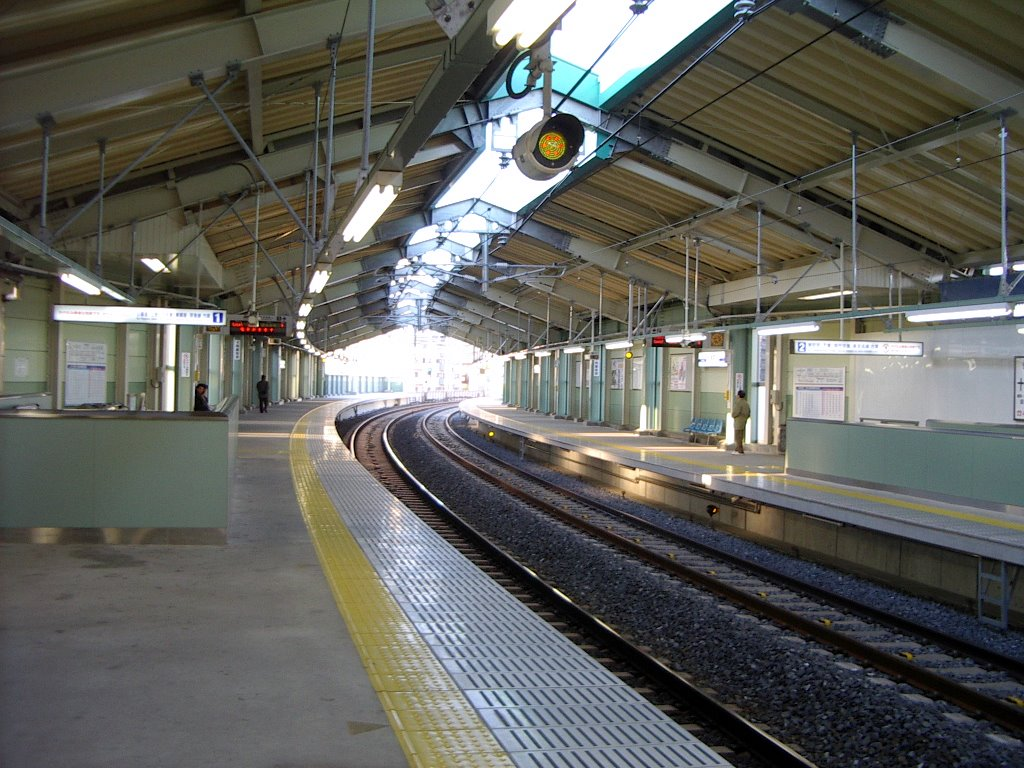
月台（2007年2月）
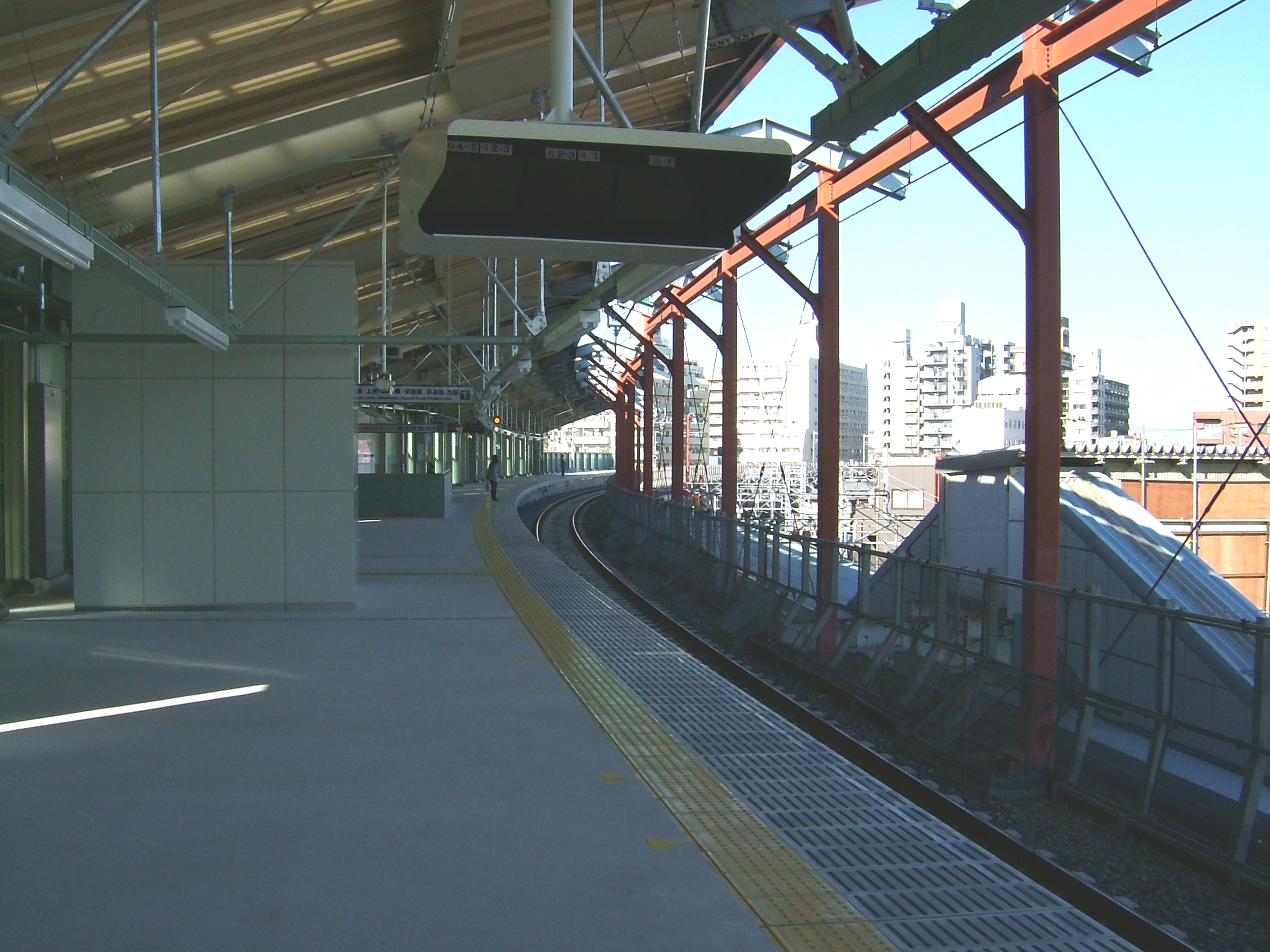
高架化後的上行月台（2004年11月）
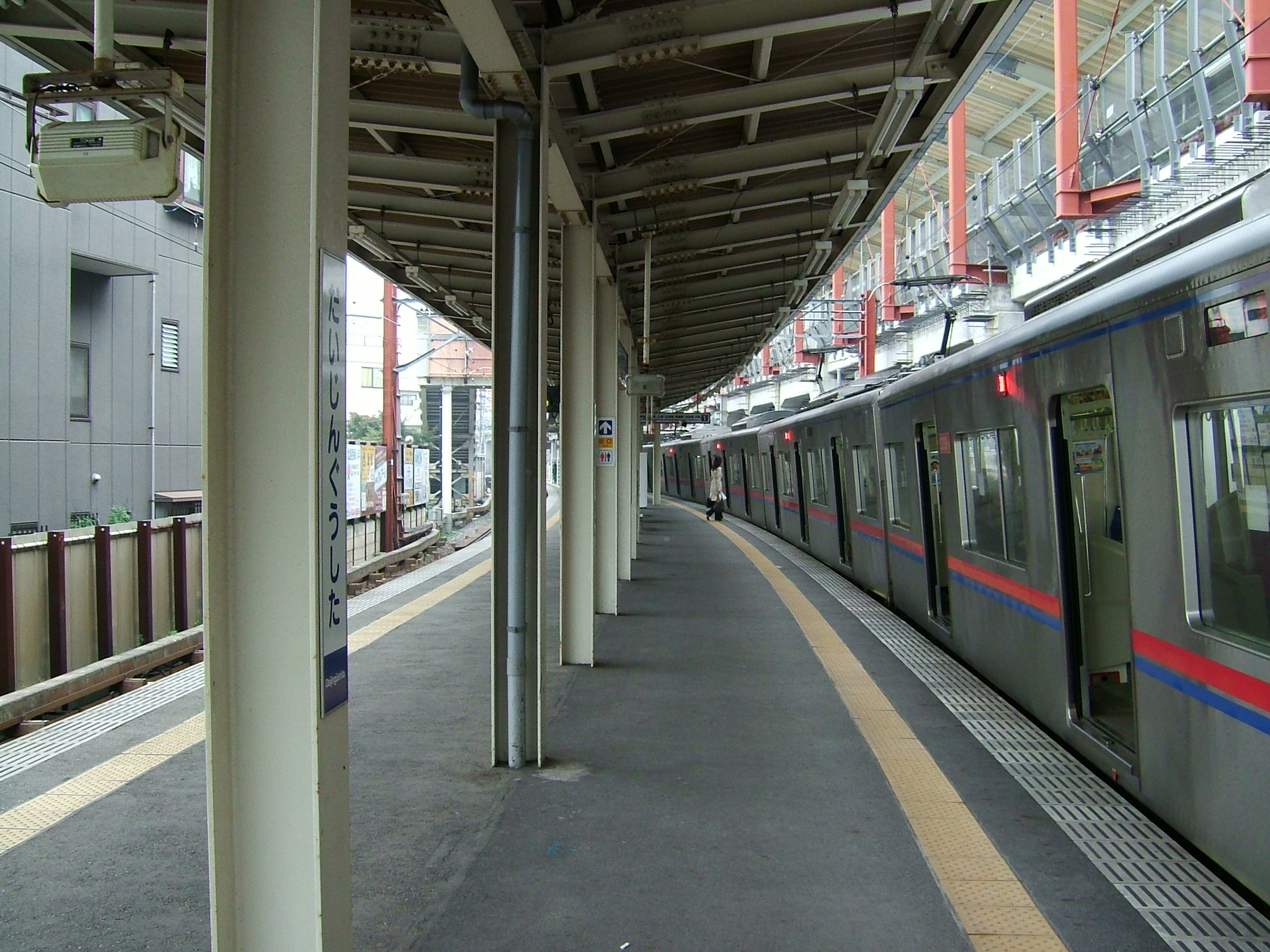
高架化前的下行月台（2004年11月）

## 相鄰車站
京成電鐵
 本線
■快速特急、■特急、■通勤特急、■快速
通過
■普通
京成船橋（KS22）－大神宮下（KS23）－船橋競馬場（KS24）

## 外部連結
- 大神宮下｜電車與車站資訊｜京成電鐵
- 大神宮下站PDF - 京成電鐵